# Литниковая система
Литниковая система, Литниковая питающая система — система каналов и полостей в форме, через которые жидкий расплавленный материал -расплав (металл или пластик) подается в полость литьевой формы или пресс-формы для литья под давлением. Элементы литниковой системы можно подразделить на подводящие и питающие.
Литниковая система в литьевой форме состоит из воронки или литниковой чаши, стояка, коллектора или шлаковика, питателей и выпора. В зависимости от места подвода расплава к отливке относительно поверхности разъема формы: верхняя литниковая система, нижняя (сифонная), боковая (по разъему) и ярусная. После затвердевания расплава металла литниковая система обрубается и идёт на переплав.
В пресс-форме для литья пластмасс под давлением литниковая система состоит из центрального, разводящего и впускных литников. Она охлаждается в каждом цикле литья и застывает вместе с деталью в холодноканальной пресс-форме либо постоянно поддерживает пластик в расплавленном состоянии в горячеканальной.